# Giambattista Bodoni

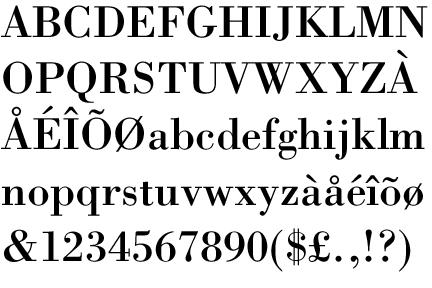
Typsnittet Bodoni

Giambattista Bodoni, född 16 februari 1740 i Saluzzo, död 29 november 1813 i Parma, var en italiensk boktryckare. Han är upphovsman till serif-typsnittet Bodoni.
Bodoni kallades 1768 till hertig Ferdinand av Bourbon till Parma, där han blev ledare för det nygrundade boktryckeriet "Real stamperia". De från denna officin utgående trycken, bland vilke märks upplagor av klassiska författare, skönlitteratur med mera, blev snart vida berömda. Böckerna trycktes ofta i små upplagor, ofta för privat bruk och böckerna är idag sällsyntheter.

## Fotnoter
1. 1 2 3 4  Dizionario Biografico degli Italiani, 1960, Dizionario Biografico degli Italiani: giambattista-bodoni, läs online, läst: 25 juli 2020.[källa från Wikidata]
2. ↑  Andreas Beyer & Bénédicte Savoy (red.), Artists of the World Online, K.G. Saur Verlag och Walter de Gruyter, 2009, 10.1515/AKL, Artists of the World konstnärs-ID: 10130713.[källa från Wikidata]
3. ↑  Dalibor Brozović & Tomislav Ladan, Hrvatska enciklopedija, lexikografiska institutet Miroslav Krleža, 1999, Hrvatska enciklopedija-ID: 8330.[källa från Wikidata]
4. ↑  Biografia Giambattista Bodoni (på italienska), läs online, läst: 17 november 2021.[källa från Wikidata]
5. 1 2  www.accademiadellescienze.it, Accademia delle Scienze di Torino-ID: giambattista-bodoni, läst: 17 november 2021.[källa från Wikidata]
6. 1 2  Biografia Giambattista Bodoni (på italienska), läs online, läst: 8 november 2013.[källa från Wikidata]
7. 1 2 3  Archive of Fine Arts, abART person-ID: 155008, läst: 1 april 2021.[källa från Wikidata]
8. ↑  Dizionario Biografico degli Italiani, 1960, Dizionario Biografico degli Italiani: giambattista-bodoni, läs online, läst: 17 november 2021.[källa från Wikidata]
9. ↑  Giuseppe Vernazza, Dizionario dei tipografi e dei principali correttori e intagliatori che operarono negli Stati sardi di terraferma e più specialmente in Piemonte sino all'anno 1821 : opera e stampa che rimasta imperfetta per la morte dell'autore barone Vernazza di Freney viene in luce per cura di una società anonima, Stamperia reale, 1859, s. 53, läs online, läst: 17 november 2021.[källa från Wikidata]
10. ↑  Bibliothèque nationale de France, BnF Catalogue général : öppen dataplattform, id-nummer i Frankrikes nationalbiblioteks katalog: 12121335r, läst: 17 november 2021.[källa från Wikidata]